# Arabella Churchill
Arabella Churchill (23 febbraio 1648 – Londra, 30 maggio 1730) fu una delle amanti di Giacomo II d'Inghilterra e madre di quattro suoi figli, il cui cognome fu FitzJames Stuart, cioè "Figli di James Stuart".

## Vita

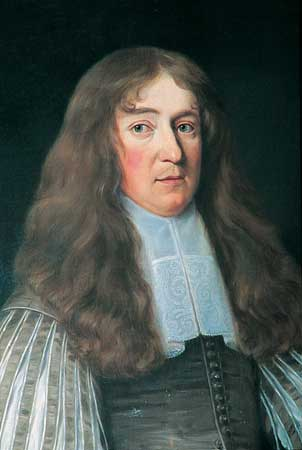
Sir Winston Churchill

Arabella era figlia di Sir Winston Churchill (antenato omonimo del famoso primo ministro) ed Elizabeth Drake. La fedeltà del padre alla causa realista permise alla giovane Arabella di accedere alla corte degli Stuart subito dopo la Restaurazione. In particolare divenne damigella d'onore della duchessa di York Anna Hyde, mentre il fratello minore John divenne paggio del duca Giacomo. La frequentazione della famiglia reale la portò all'attenzione del duca, che iniziò a corteggiarla intorno al 1665. Tuttavia, secondo il conte di Gramont, un nobile francese risiedente presso la Corte di San Giacomo, Arabella non era attraente: alta, dal colorito pallido, tutta pelle e ossa; uno scheletro ripugnante. A quanto pare, la giovane Churchill riuscì a conquistare il cuore del duca grazie alle attenzioni mostrategli dopo un incidente di caccia; inoltre, possedeva uno spirito intelligente e vivace in grado di intrattenere Giacomo.
La loro relazione durò circa dieci anni e Arabella ebbe dallo Stuart quattro figli, che assunsero il cognome di Fitzjames ("figli di Giacomo" in lingua normanna). Quando la relazione con Giacomo ebbe termine, dopo che questi ascese al trono, Arabella ricevette una pensione e sposò un militare, il colonnello Charles Godfrey, il quale divenne un protetto del duca di Marlborough, fratello di Arabella, ottenendo vari incarichi onorifici durante il regno di Guglielmo e Maria. Vissero insieme felicemente per 40 anni.
Godfrey morì nel 1714, all'età di 67 anni. Arabella Churchill fu molto longeva e morì nel 1730 a 82 anni.

## Figli

### Figli avuti da Giacomo II
- Henrietta FitzJames, (1667 – 3 aprile 1730)
- James FitzJames, I duca di Berwick, (1670 – 1734); condottiero al servizio di Luigi XIV, Maresciallo di Francia, la sua discendenza si stabilì in Spagna, dove acquisì il titolo di Duca d'Alba. Attualmente la famiglia è rappresentata da Carlos Fitzjames Stuart, XIX Duca d'Alba.[4]
- Henry FitzJames, I duca di Albemarle, (1673 – 1702); cattolico come il padre e come tutti i suoi fratelli, combatté a fianco del deposto Giacomo II e del fratello James in Irlanda alla Battaglia del Boyne. Nel 1696 fu creato duca di Albermale, conte di Rochford e barone Romney nella parìa giacobita; si sposò con Marie Gabrielle d'Audibert de Lussan, figlia ed erede di Jean d'Audibert, conte di Lussan[1]. La coppia ebbe una figlia postuma, lady Christine Marie Jacqueline Henriette FitzJames che divenne suora.
- Arabella FitzJames, (1674 – 7 novembre 1704), diventò suora.

### Figli avuti da Charles Godfrey
- Francis Godfrey
- Charlotte Godfrey, nata prima del 1685, sposò Hugh Boscawen, I visconte Falmouth e fu madre del famoso ammiraglio Edward Boscawen.
- Elizabeth Godfrey, sposò Edmund Dunch, figlio di Hungerford Dunch e Membro del Parlamento.